# Кульчицкая, Ольга Валерьевна
Ольга Валерьевна Кульчицкая (род. 13 ноября 1971) — украинская артистка театра и кино, актриса Национального академического театра русской драмы имени Леси Украинки (Киев). Народная артистка Украины (2011).

## Биография
Родилась 13 ноября 1971 года. В 1993 году окончила Киевский институт театрального искусства имени Карпенко-Карого. С 15 октября 1994 года — актриса Национального академического театра русской драмы имени Леси Украинки.

## Творчество

### Роли в театре
Спектакли текущего репертуара
Национального академического театра русской драмы имени Леси Украинки
- «Edith Piaf: жизнь в розовом свете» (Женщина)
- «В плену страстей (Каменный властелин)» (Долорес)
- «Д-р» (Мара, его жена)
- «Деревья умирают стоя» (Марта-Изабелла)
- «Как важно быть серьёзным» (Гвендолен Ферфакс)
- «Ненормальная» (Она)
- «Слишком женатый таксист» (Мэри Смит)
- «Слишком счастливый отец» (Мэри Смит)
- «Сто пятая страница про любовь» (Дружинница , Бабушка Веры)

Театральные работы
- "Циничная комедия" (2012)
- "НОРД-ОСТ. Будущее покажет" (2011)
- "Чуть мерцает призрачная сцена... (Юбилей. Юбилей? Юбилей!)" (2011)
- "Маскарад" (2004)
- "Сон в летнюю ночь" (2003)
- "И всё это было... и всё это будет..." (2001)
- "Невероятный бал" (2001)
- "Любовь и война" (2000)
- "Месть по-итальянски" (2000)
- "Развод по-русски" (1999)
- "Блоха в ухе" (1998)
- "Игры на заднем дворе" (1997)
- "Любовь студента" (1996)
- "Ревность" (1995)
- "Маленькая девочка" (1995)
- "История одной страсти" (1994)
- "Молодые годы короля Людовика XIV" (1993)

### Фильмография
- 2009 — «При загадочных обстоятельствах» (Фильм № 1 «Поезд, который исчез»), Маша жена Металлиста  (Украина)
- 2006 — «Странное Рождество», Надя (Украина)
- 1999 — «День рождения Буржуя», эпизод

## Награды
- Заслуженная артистка Украины (22.07.1999)[1].
- Премия Кабинета Министров Украины за вклад молодёжи в построение государства (16.06.2004)[2].
- Народная артистка Украины (24.06.2011)[3].